# Ford Field
O Ford Field é um estádio fechado localizado em Detroit, Michigan. É a casa do time de futebol americano Detroit Lions, da NFL.
É vizinho do estádio de baseball Comerica Park do Detroit Tigers. Tem 65.000 lugares, podendo ser expandido para 70.000 (jogos importantes de futebol americano) ou 80.000 (jogos de basquetebol). O contrato de Naming rights com a montadora Ford durará 20 anos, além da presidente do Lions ser de William Clay Ford, neto de Henry Ford).
Foi construído junto com o Comerica Park, visando substituir o Tiger Stadium e o Pontiac Silverdome. Foi inaugurado em 24 de Agosto de 2002, custando US$ 430 milhões de dólares.
A grama artificial do estádio é feita a partir de pneus reciclados.
O estádio recebeu o Super Bowl XL (2006), quando o Pittsburgh Steelers venceram o Seattle Seahawks por 21 a 10.
Em 2007, o Ford Field também foi o palco do WrestleMania 23, Pay-Per-View principal da WWE, aonde bateu o recorde após colocar 80.103 pessoas dentro do estádio. Em 5 de agosto de 2023, recebeu o Pay-Per-View SummerSlam.